# Jayhuamachay
Jayhuamachay o Jaywamachay es el nombre de una cueva situada cerca de la ciudad de Ayacucho, en el Perú. Es un yacimiento arqueológico descubierto y estudiado por el arqueólogo estadounidense Richard MacNeish en 1969. Contiene evidencias de la presencia humana desde el período lítico hasta el arcaico. Por algún tiempo se consideró al hombre de Jayhuamachay como el primer domesticador de camélidos de América, pero ese mérito correspondería más bien al hombre de Telarmachay, que vivió en las punas de Junín (sierra central peruana).

## Ubicación
La cueva de Jayhuamachay está ubicada a 16 km al este de la ciudad de Ayacucho, en el curso superior del río Cachi, cerca de Casacancha, en el antiguo distrito de Socos-Vinchos, provincia de Huamanga, departamento de Ayacucho. Se halla a una altitud de 3.340 m s. n. m.

## Jayhuamachay I (Lítico)
A fines de la década de 1960 el arqueólogo estadounidense Richard MacNeish (1918-2001) montó un Proyecto Arqueológico-Botánico en zonas del departamento de Ayacucho. Encontró numerosos sitios arqueológicos, pero sus principales trabajos se centraron en dos cuevas: Piquimachay y Jayhuamachay.
En el nivel más inferior de Piquimachay (a la que denominó fase Pacaicasa) MacNeish halló piezas líticas asociadas con huesos de fauna pleistocénica (megaterios, caballos, etc.) a los que otorgó un antigüedad de 22.000 años, el fechado más antiguo para el período lítico andino. Sin embargo, esto fue cuestionado por otros especialistas como Augusto Cárdich, que consideraron más probable que esas piezas líticas no sean de factura humana sino simples trozos de rocas desgajados de modo natural del techo de la cueva.
Mientras que en Jayhuamachay, MacNeish halló las pruebas más confiables de la actividad del cazador de hacía 10.000 a. C. Junto a los restos óseos de caballos y fauna moderna halló unas puntas de proyectil con características similares a las halladas en el yacimiento de El Inga en Ecuador, cerca de Quito. Estas puntas, hechas de obsidiana, se caracterizan sobre todo porque tienen la forma de una hoja de limbo ancho y un pedúnculo en forma de cola de pescado. Restos de este tipo de punta lítica existen en realidad desde el lago Madden en Panamá hasta la Cueva Fell en Patagonia, de modo que corresponde a un rasgo distintivo de los pobladores sudamericanos de esa época.

## Jayhuamachay II (arcaico)
Hacia el 7.000 a 6.000 a. C. ocurrieron importantes cambios en la cuenca de Ayacucho. El cazador se volvió semisedentario y empezó a aprovechar sus conocimientos sobre las plantas y animales tras milenios de familiarización con estas especies. Eran los albores del Arcaico, en el que la recolección selectiva de plantas se convierte en la estrategia de subsistencia más importante, así como se empieza el proceso de selección de camélidos y cuyes (cobayos), que más tarde se cristalizará en su domesticación. Efectivamente, en Jayhuamachay se hallaron restos óseos de llamas, así como una gruesa capa de coprolitos, que hicieron suponer a MacNeish que la cueva fue utilizada como corral por antiguos pastores de camélidos andinos. Por algún tiempo se consideró al hombre de Jayhuamachay como el primer domesticador de camélidos de América, pero ese mérito correspondería más bien al hombre de Telarmachay, que vivió en Junín (sierra central peruana).
Es probable también que el hombre de Jayhuamachay haya practicado la horticultura, por los restos de achiote que se encontraron en uno de los estratos del yacimiento, aunque cabe también la posibilidad de que los adquiriera por trueque de pobladores vecinos.